# باريك (بيوغراد)
باريك (Барич) هي مدينة في بيوغراد في مقاطعة سينترال سيربيا في صربيا. ويبلغ عدد سكانها حوالي 7024 نسمة.